# 2A肽

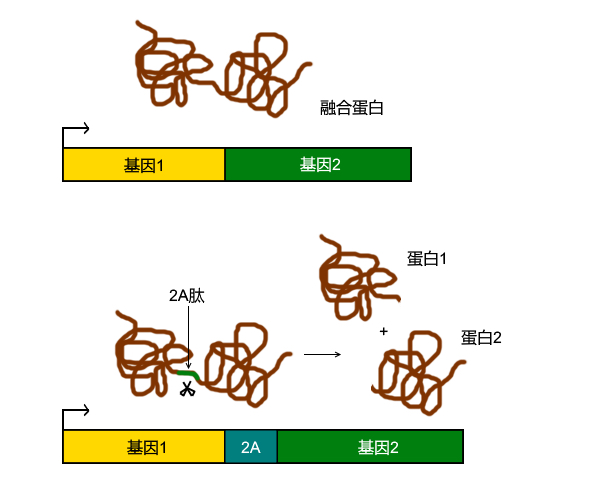
2A肽功能圖解：編碼2A肽的DNA片段插入兩個蛋白的編碼區中間後，可以使肽鏈在翻譯完成後發生自剪切，分成兩個獨立摺疊的蛋白

2A肽（英語：2A self-cleaving peptides）是一類长18-22个氨基酸殘基的肽片段，能誘導細胞內含有2A肽的重組蛋白自我剪切。这种肽都有一段的序列模体，经常会在最后甘氨酸（G）和脯氨酸（P）连接处导致核糖体无法连接，从而造成“剪切”的效果。这种肽在很多科病毒中都有分布。
目前一共有4種常用的2A肽：T2A、P2A、E2A、F2A。它們都是以來源的病毒命名的。例如第一種發現的2A肽F2A源於手足口病毒，而手足口病毒的英文名稱「foot-and-mouth disease virus」首字母是「F」，因此這種2A肽得名F2A。2A本身源自微小核糖核酸病毒科的基因命名方式。

## 類型
生物研究用到的2A肽目前一共有4種： P2A、E2A、F2A、T2A。其中F2A源於手足口病毒（Foot-and-mouth disease virus）、E2A源於馬甲型鼻炎病毒（Equine rhinitis A virus）、P2A源於豬捷申病毒、T2A源於明脉扁刺蛾病毒（Thosea asigna virus）。
下表羅列了四種2A肽的序列。雖然對2A肽的功能而言不是必要條件，在2A肽序列的N端加上一個GSG（Gly-Ser-Gly，甘氨酸、絲氨酸、甘氨酸）序列能提高2A肽誘導剪切的效率。
| 種類 | 序列                         |
| ---- | ---------------------------- |
| T2A  | (GSG) EGRGSLL TCGDVEENPGP    |
| P2A  | (GSG) ATNFSLLKQAGDVEENPGP    |
| E2A  | (GSG) QCTNYALLKLAGDVESNPGP   |
| F2A  | (GSG) VKQTLNFDLLKLAGDVESNPGP |

## 描述
2A肽誘導的剪切效率較高，部分情況下，剪切效率可以達到接近100%。現有證據支持轉譯時2A肽會誘使核糖體在合成至2A肽中斷裂處的穀氨酸時，提早將前半段已合成的肽鏈放出，從而以2A肽為界形成二段多肽，但目前尚不完全清楚這一過程具體的分子機制。

## 應用
在基因工程中，2A肽可令一個開放讀框（ORF）轉譯出的肽鏈分爲數個獨立的肽鏈。如果需要令兩個蛋白分開表達（例如需要一個蛋白進入細胞核、另一個蛋白在細胞質中表達），又希望只在載體上構建一個開放讀框，可在它們的編碼區中插入一段2A肽序列。除此之外，如果兩個蛋白融合後，融合蛋白沒有功能，可以在兩個蛋白的編碼區中間插入一段編碼2A肽的序列，或將連結肽更換爲2A肽，使轉譯完成後兩個蛋白分開，獨立進行摺疊。這樣做有很大機會使兩個蛋白恢復功能。
IRES同樣可以從一個開放讀框翻譯出兩個肽鏈，但其特性略有不同：由IRES分隔的兩段肽鏈雖在同一個轉錄本上，但因它們各自獨立轉譯，合成的肽鏈不會包含IRES序列；另外在IRES上游的肽鏈表現效率高於位在下游的肽鏈。相對而言，2A肽本身的序列在剪切後仍然分別存在於上下游的二個產物肽鏈，在表現效率上，2A肽鏈上下游的肽鏈表現量相近。搭配使用2A肽與IRES或是使用多個2A肽均可以在一個開放讀框中表達多個重組蛋白。

## 不完全剪切
不同2A肽序列造成的“剪切”效率各有不同，其中P2A最高，F2A最低。以F2A连接的蛋白质有高达50%会形成融合蛋白，造成获得新功能等意想不到的结果。